# 羽島市立桑原中学校
羽島市立桑原中学校 （はしましりつ　くわばらちゅうがっこう）は、かつて岐阜県羽島市に存在した公立中学校。

## 概要
- 羽島市桑原町（旧・羽島郡桑原村）が校区であったが、昭和50年代までは旧・海津郡平田町の一部も校区であった。これは長良川に野寺橋[注釈 1]があり、平田町東部の生徒が通学しやすかったためである[注釈 2]。
- 同一敷地内には桑原小学校も存在していた。2017年、桑原小学校と統合し、義務教育学校の桑原学園の新設により廃校。
- 校舎は桑原学園の後期課程（7～9年）の校舎に使用されている。

## 沿革
- 1947年（昭和22年） -
  - 4月1日 - 桑原村立桑原中学校として開校。桑原小学校の校舎の一部を仮校舎とする。
  - 5月3日 - 開校式。
- 1949年（昭和24年）
  - 4月 - 海津郡海西村[1]の一部（野寺・幡長・勝賀・須賀）の生徒が、桑原中学校へ通学を始める。
  - 8月 - 桑原小学校の敷地内に新校舎が完成。
- 1952年（昭和27年）4月 - 海西村との委託教育を契約。同時に羽島郡海津郡学校組合立桑原中学校に改称する。
- 1954年（昭和29年）4月1日 - 羽島郡正木村、足近村、小熊村、竹ヶ鼻町、上中島村、下中島村、江吉良村、堀津村、福寿村、桑原村が合併し、羽島市が発足。同時に羽島市立桑原中学校に改称する。桑原村の海西村との委託教育契約は羽島市に引き継がれる。
- 1955年（昭和30年）2月1日 - 海津郡海西村と今尾町の一部（今尾・高田・三郷・仏師川・土倉・脇野・西島）が合併し、平田町が発足。羽島市との委託教育契約は平田町に引き継がれる。
- 1978年（昭和53年） - 新校舎（鉄筋コンクリート造）が完成。
- 1983年（昭和58年） - 平田町との委託教育契約を解消。
- 2017年（平成29年）3月 - 統合により廃校。